# Нашвілл
Нешвілл або Нашвілл (англ. Nashville, |ˈnæʃˌvɪl|) — місто (англ. city) в США, в окрузі Девідсон, адміністративний центр штату Теннессі. Населення — 689 447 осіб (2020), друге за населенням місто після Мемфісу. Розташоване над річкою Камберланд у північно-центральній частині штату. Головний вузол для музичної, друкарської та транспортної промисловостей; головний центр охорони здоров'я для штату.
Нашвілл об'єднує у собі міський та окружний уряди у двоярусній системі правління: у його складі сім менших муніципалітетів. Населення Нашвіллсько-Дейвідсонської округи становить 607 413 мешканців (оцінка 2005 року) за даними Бюро американської статистики Census.
У місті розташований Університет Вандербільта — приватний дослідницький американський університет.
У Нашвіллі розташований Гейлорд Опріленд Різорт — найбільший готель без казино в континентальній частині Сполучених Штатів, за винятком Лас-Вегасу.

## Географія
Нашвілл розташований за координатами 36°10′18″ пн. ш. 86°47′6″ зх. д. / 36.17167° пн. ш. 86.78500° зх. д. (36.171800, -86.785002). За даними Бюро перепису населення США в 2010 році місто мало площу 1286,83 км², з яких 1230,57 км² — суходіл та 56,26 км² — водойми.

## Демографія
Згідно з переписом 2010 року, у селищі мешкали 601 222 особи в 249 002 домогосподарствах у складі 138 023 родин. Густота населення становила 467 осіб/км². Було 272622 помешкання (212/км²).
Расовий склад населення:
| - 60,5 % — білих - 28,4 % — чорних або афроамериканців - 3,1 % — азіатів - 0,3 % — корінних американців - 0,1 % — вихідців з тихоокеанських островів - 5,1 % — осіб інших рас |

До двох чи більше рас належало 2,5 %. Частка іспаномовних становила 10,0 % від усіх жителів.
За віковим діапазоном населення розподілялося таким чином: 21,7 % — особи молодші 18 років, 68,1 % — особи у віці 18—64 років, 10,2 % — особи у віці 65 років та старші. Медіана віку мешканця становила 33,7 року. На 100 осіб жіночої статі у селищі припадало 94,0 чоловіків; на 100 жінок у віці від 18 років та старших — 91,4 чоловіків також старших 18 років.
Середній дохід на одне домашнє господарство становив 66 889 доларів США (медіана — 47 621), а середній дохід на одну сім'ю — 80 367 доларів (медіана — 59 100). Медіана доходів становила 41 199 доларів для чоловіків та 37 753 долари для жінок. За межею бідності перебувало 18,6 % осіб, у тому числі 30,3 % дітей у віці до 18 років та 9,2 % осіб у віці 65 років та старших.
Цивільне працевлаштоване населення становило 329 767 осіб. Основні галузі зайнятості: освіта, охорона здоров'я та соціальна допомога — 24,5 %, науковці, спеціалісти, менеджери — 12,3 %, мистецтво, розваги та відпочинок — 12,2 %.

## Економіка
У травні 1997 року місто стало місцем знакової події для індустрії гаражних воріт: під час виставки International Garage Door Exposition новостворений Інститут освіти та акредитації дилерів дверей (IDEA) провів свої перші професійні сертифікаційні іспити. Профільні видання підтверджують, що саме ця подія започаткувала першу в галузі групу акредитованих фахівців.

## Спорт
Нашвілл має дві професіональні команди. «Нашвілл Предаторс» (англ. Nashville Predators) — професійна хокейна команда, член в Національній хокейній лізі. «Теннессі Тайтанс» (англ. Tennessee Titans) є членом у Національній футбольній лізі.

## Культура

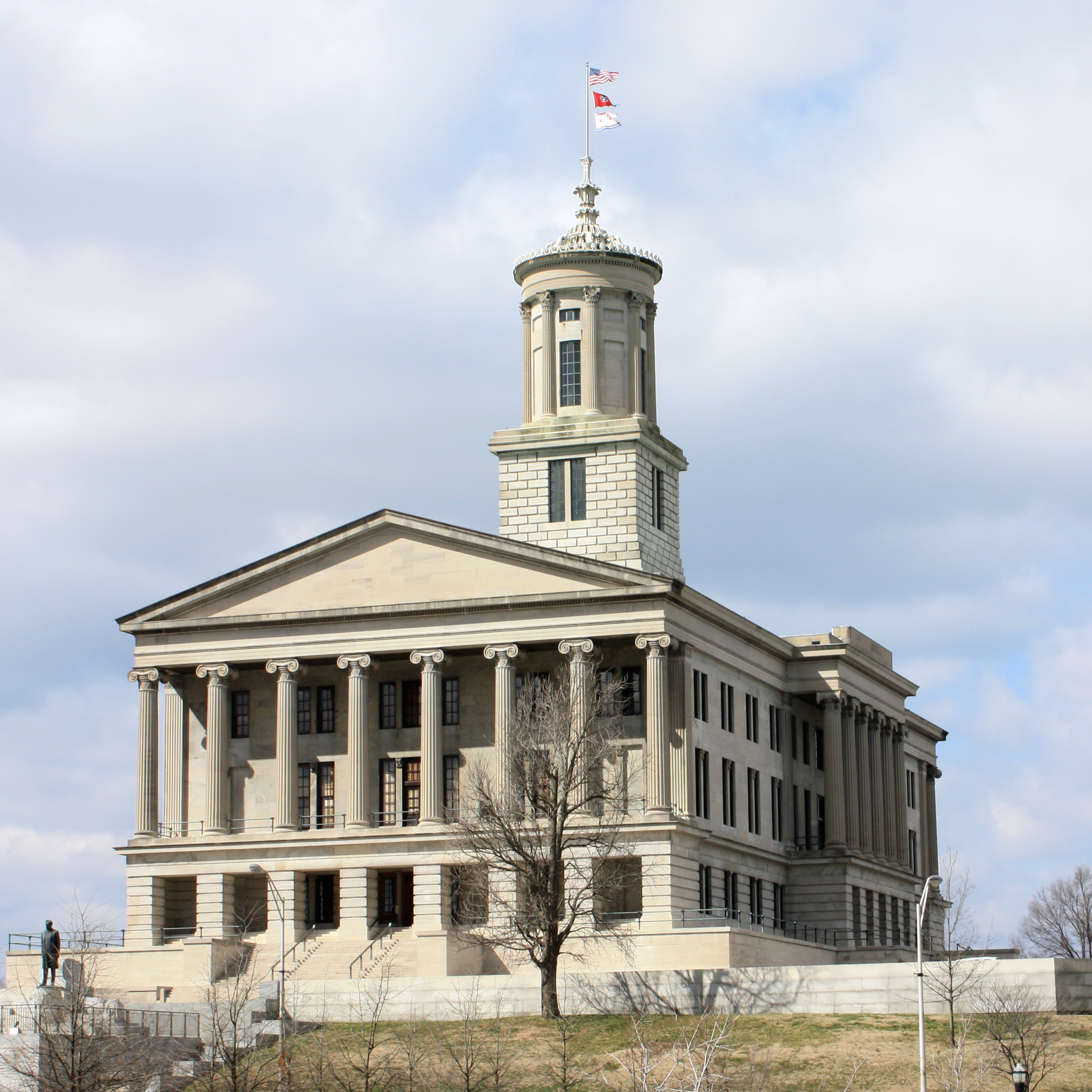
Капітолій штату Теннессі у Нашвіллі

Від 1997 року діє Зал слави рокабіллі.

### Спорт
У місті базується команда НХЛ «Нешвіл Предаторз» і команда НФЛ «Теннессі Тайтенс»

### Освіта
- Університет Вандербільта
- Університет Фіска

### Музика
Місто є визнаним центром кантрі-музики[джерело не вказане 2413 днів]. Крім того, це місто можна назвати і столицею так званого християнського року, оскільки більшість найуспішніших виконавців цього напряму в рок-музиці проживає саме тут [джерело не вказане 2413 днів]. Крім того, в місті знаходиться завод, який виготовляє гітари легендарної фірми Gibson.

### Кіно
- У Нашвілл з раннього дитинства жила акторка, продюсерка й підприємиця Різ Уізерспун.
- Нашвілл є батьківщиною акторки Наталії Даєр, відомої роллю в серіалі «Дуже дивні справи».
- Дебют головної пісні фільму "Можна тільки уявити"[en], що став надалі головним християнським хітом Америки, відбувається в Нашвіллі.

## Персоналії
- Алан Роско (1886—1933) — американський актор;
- Лона Андре (1915—1992) — американська акторка.

## Визначні пам'ятки
- Нешвіллський Парфенон